# Diàlegs de Tirant e Carmesina
Diàlegs de Tirant e Carmesina és una òpera de cambra de Joan Magrané sobre un llibret en català de Marc Rosich a partir de Tirant lo Blanch de Joanot Martorell.

## Personatges
| Personatge                     | Veu          | Càsting de l'estrena 18 de juliol de 2019 |
| ------------------------------ | ------------ | ----------------------------------------- |
| Tirant lo Blanch               | baríton      | Josep-Ramon Olivé                         |
| Carmesina                      | soprano      | Isabella Gaudí                            |
| Plaerdemavida / Vídua reposada | mezzosoprano | Anna Alàs i Jové                          |